# Liste der Ehrenbürger von Kolbermoor
Die Ehrenbürgerwürde ist die höchste kommunale Auszeichnung der Stadt Kolbermoor. Mit ihr werden Persönlichkeiten für kommunale und kulturelle Verdienste um die Stadt sowie Staatsmänner ausgezeichnet. Neben der Ehrenbürgerschaft verleiht die Stadt eine Bürgermedaille.
Die folgende Liste nennt alle Personen, die seit 1925 zu Ehrenbürgern Kolbermoors ernannt wurden, chronologisch nach Datum der Zuerkennung und ist bis 1986 vollständig. Die während der Zeit des Nationalsozialismus verliehenen Ehrenbürgerschaften an Paul von Hindenburg, Adolf Hitler, Franz Ritter von Epp und Adolf Wagner wurden nach dem Zusammenbruch des Dritten Reichs am 22. Februar 1946 wieder aberkannt.

## Die Ehrenbürger der Stadt Kolbermoor
1. Karl Jordan (* 15. Februar 1880; † 15. Januar 1940; Verleihung am 25. Januar 1925) war Kommerzienrat und Direktor der Spinnerei in Kolbermoor. Er war großer Förderer kommunaler und kultureller Angelegenheiten der Stadt und schenkte ihr Grundstücke und Geldbeträge.
  - Paul von Hindenburg (* 2. Oktober 1847 in Posen; † 2. August 1934 auf Gut Neudeck; Verleihung am 27. März 1933, aberkannt am 22. Februar 1946), Reichspräsident.
  - Adolf Hitler (* 20. April 1889 in Braunau am Inn; † 30. April 1945 in Berlin; Verleihung am 27. März 1933, aberkannt am 22. Februar 1946), Reichskanzler. Die Verleihung erfolgte anlässlich der Machtübernahme der NSDAP.
  - Franz Ritter von Epp (* 16. Oktober 1868 in München; † 31. Januar 1947 ebd.; Verleihung am 15. Juli 1936, aberkannt am 22. Februar 1946), Reichsstatthalter
  - Adolf Wagner (* 1. Oktober 1890 in Algringen, Lothringen; † 12. April 1944 in Bad Reichenhall; Verleihung am 15. Juli 1936, aberkannt am 22. Februar 1946), Gauleiter und Minister. Die Verleihung erfolgte anlässlich der Erhebung Kolbermoors zum Markt.
2. Rudolf Hausenblas (* 12. Dezember 1881; † 25. Juni 1962; Verleihung am 12. Dezember 1951) war Direktor der Spinnerei und wurde als großer Förderer kommunaler und kultureller Angelegenheiten der Stadt zum Ehrenbürger ernannt.
3. Josef Birnkammer (* 8. April 1896; † 25. August 1962; Verleihung am 25. Juni 1960) war von 1935 bis 1962 Pfarrer in Kolbermoor. Mit der Ehrenbürgerschaft wurden seine Verdienste karitativer und seelsorgerischer Art gewürdigt.
4. Hans Lorenz (* 1. November 1893; † 24. September 1977; Verleihung am 17. September 1963), Rektor a. D., wurde für seine kulturelle Verdienste ausgezeichnet. Er leitete ab 1927 die Städtische Singschule und hat das hohe Kulturniveau der Stadt auch bei internationalen Folkloretreffen zur Geltung gebracht.
5. Martin Stangl (* 17. November 1885; † 11. März 1971; Verleihung am 17. November 1965), Bäckermeister und Gemeinderat
6. Adolf Rasp (* 1. Dezember 1914; † 16. Mai 1985; Verleihung am 30. November 1979) war SPD-Bürgermeister von Kolbermoor von 1960 bis 1978
7. Hans Ernst (* 9. November 1904; † 30. August 1984; Verleihung am 30. November 1979) war Heimatschriftsteller, der ab 1945 in Kolbermoor lebte.
8. Josef Moosleitner (* 27. Februar 1916; Verleihung am 6. März 1985) war Pfarrer der Pfarrei Heilige Dreifaltigkeit
9. Eugen Klaas (* 30. Januar 1925; Verleihung am 6. März 1985) war Pfarrer der 1971 neu gegründeten Pfarrei Wiederkunft Christi und führte jährlich ein Kinder- und Jugendzeltlager am Wolfgangsee durch.
10. Pauline Thoma (* 29. Juni 1907; † 15. April 1987; Verleihung am 7. Mai 1986) war Rektorin der Mädchenschule und lebte für die Volksmusik. Nach ihr ist die neue Hauptschule in Kolbermoor benannt.
11. Peter Kloo (* 9. Oktober 1933; † 2005) war von 1984 bis 1996 Erster Bürgermeister der Stadt.